# 弗里亞斯區
弗里亞斯區（西班牙語：Distrito de Frías），是秘魯的一個區，位於該國西北部皮烏拉大區的阿亞瓦卡省，面積568.81平方公里，海拔高度1,673米，2005年人口22,812，人口密度每平方公里40人。